# عبد الله بن مغفل
أبو زياد عبد الله بن مُغَفَّل بن عبد نهم بن عفيف بن أسحم بن ربيعة بن عداء بن عدي بن ثعلبة بن ذؤيب بن سعد بن عداء بن عثمان بن عمرو المزني،(توفي 60 هـ)، صحابي جّليل، كان من أصحاب الشجرة الذين بايعوا النبي مُحمد. سكن المدينة ثم تحول عنها إلى البصرة وابتنى بها داراً قرب المسجد الجامع.
يُكنى أبا زياد وقيل أبو عبد الرحمن وقيل أبو سعيد. كان له عدة أولاد منهم: سعيد وزياد من مشاهير الصحابة.
قال ابن عبد البر: «ذكر المدائني عن المبارك بن فضالة عن معاوية بن قرة قال: أول من دخل من باب مدينة تستر عبد الله بن مغفل المزني يعنى يوم فتحها.
وذكر السراج قال: حدثنا هارون بن عبد الله قال: حدثنا أبو النضر هاشم بن القاسم حدثنا أبو جعفر الديلي عن الربيع بن أنس عن أبي العالية عن عنترة عن عبد الله بن مغفل قال: إني لآخذ بغصن من أغصان الشجرة التي بايع رسول الله ﷺ تحتها أظله بها قال: فبايعناه على ألا نفر. قال: وحدثنا عبيد بن أسباط بن محمد، قال: حدثنا أبي عن الأعمش عن إسماعيل بن مسلم عن الحسن عن عبد الله بن مغفل قال: إني لممن يرفع أغصان الشجرة عن وجه رسول الله ﷺ وهو يخطب. »
قال البخاري: «له صحبة سكن البصرة وهو أحد البكائين في غزوة تبوك وشهد بيعة الشجرة ثبت ذلك في الصحيح وهو أحد العشرة الذين بعثهم عمر ليفقهوا الناس بالبصرة وهو أول من دخل من باب مدينة تستر.»
قال الحسن البصري: «كان عبد الله بن مغفل أحد العشرة الذين بعثهم إلينا عمر بن الخطاب يفقهون الناس.» أخرج له البخاري ومسلم وأبو داود والترمذي والنسائي وابن ماجه. حدث عنه: الحسن البصري، ومطرف بن الشخير، وابن بريدة، وسعيد بن جبير، ومعاوية بن قرة، وحميد بن هلال، وثابت البناني؛ وغيرهم.
مات بالبصرة سنة سنة ستين أو إحدى وستين، فأوصى أن يصلى عليه أبو برزة الأسلمي فصلى عليه.